# روح‌نامه
روحنامه کتابی است که توسط رئیس‌جمهور سابق ترکمنستان، صفرمراد نیازف (معروف به ترکمن‌باشی) تألیف شده‌است. این کتاب مجموعه از رهنمودها و نصایح و وصایای نیازوف به ملت ترکمن بر اساس داستان‌ها و تمثیل‌های قومی است. جلد اول کتاب روحنامه در سال ۲۰۰۱ منتشر شد و جلد دوم آن ۲۰۰۴ میلادی به چاپ رسید. این کتاب با شمارگان یک میلیونی رکورد چاپ کتاب به زبان ترکمنی را داراست. در ترکمنستان چنان تقدسی به آن دادند که بر در و دیوار مساجد عبارت‌هایی از آن را مانند آیات قرآن حک کردند.
دراین کتاب ترکمن‌باشی با اشاره به مسائلی از قبیل ارتباط ترکمن‌ها با نوح و شراکت ترکمن‌ها در تشکیل ۷۰ امپراتوری بزرگ، ملت ترکمن را یک ملت باستانی با قدمت بیش از ۵۰۰۰ سال می‌داند.
. بخش اول کتاب «روحنامه» با یک موشک روسی از پایگاه فضایی بایکونور به فضا فرستاده شد.

## ترجمه به فارسی
این کتاب در سال ۱۳۸۴ توسط یوسف قوجق به فارسی برگردانده شده و تحت نام «حکایت‌ها و تمثیلات روحنامه» با مشخصات زیر به چاپ رسید:
- ت‍رک‍م‍ن‍ب‍اش‍ی، ص‍ف‍رم‍راد، ح‍ک‍ای‍ت‌ه‍ا و ت‍م‍ث‍ی‍لات روح‍ن‍ام‍ه، ان‍ت‍خ‍اب و ت‍رج‍م‍ه ی‍وس‍ف ق‍وج‍ق، ب‍ا م‍ق‍دم‍ه‌ای از م‍ح‍م‍د س‍ارل‍ی، گ‍رگ‍ان: م‍خ‍ت‍وم‍ق‍ل‍ی ف‍راغ‍ی، ۱۳۸۴؛ ص ۷۰.